# Anna Chapman
Anna Chapman, eredeti nevén Anya Vaszilievna Kuscsenko (oroszul: А́нна Васи́льевна Кущенко; Volgográd, Szovjetunió, 1982. február 23.) orosz származású egykori hírszerző, közgazdász, üzletasszony, közéleti személyiség. Neve 2010 júniusában vált közismertté, amikor az amerikai kémelhárítás New Yorkban felszámolt egy tizenegy tagú illegális hírszerző hálózatot, aminek Chapman, az akkor 28 éves, vörös hajú, szemrevaló nő is a tagja volt. Lebukása előtt brit-amerikai kettős állampolgársággal rendelkezett korábbi férje, Alex Chapman révén, akinek házasságkor felvett nevét a válás után is megtartotta, lebukása után azonban Nagy-Britanniából és az Egyesült Államokból is kitiltották, majd hazatoloncolták. Oroszországba visszatérve viszont lebukása ellenére is nagy tisztelet övezte őt a médiában és az oroszországi politikai élet egyes szereplői előtt is, az orosz állam kitüntette és különböző módokon támogatta.

## Élete
Az életéről szóló információk számos pontja bizonytalan, ellentmondásos, több valótlanságot is tartalmaz, már csak azért is, mert a legtöbb információt ő maga közölte a Facebook és a LinkedIn nevű közösségi oldalakon lévő személyes adatlapján. Apja, Vaszilij Kuscsenko Nairobiban, Kenyában teljesített szolgálatot diplomataként és állítólag a KGB tisztjeként is. Chapman a Moszkvai Egyetemen, mások szerint a moszkvai Népek Barátsága Egyetemen szerzett közgazdasági mesterdiplomát.

### London
2003–2004 táján költözött Londonba, és itt különböző beosztásokban dolgozott pénzügyi cégeknél, de sehol nem maradt hosszabb ideig. A közösségi oldalakon megjelentetett saját önéletrajzában magát mindenesetre magasabb, fontosabb státuszban tüntette fel, mint amilyenben ténylegesen volt. Itt ismerkedett meg Alex Chapmannel 2001-ben, akihez egy évvel később férjhez ment és akinek a nevét is felvette. A házasság révén hozzájutott a brit állampolgársághoz és brit útlevélhez is. A házaspár négy évre rá, 2006-ban vált szét.

### New York
2009-ben költözött New Yorkba és itt belevetette magát a felső tízezer partijainak világába, ahol különböző jól szituált férfiakat próbált elcsábítani. Elmondások szerint miközben élvezte az önfeledt bulizásokat, igencsak kihívóan viselkedett, és itt is szeretett tetszelegni üzletasszonyi mivoltával, de a tudása ezen a téren érezhetően kevés volt. A vele kapcsolatba kerülők úgy vélték, hogy egy orosz oligarcha lánya, esetleg luxus prostituált lehet.

### Kémkedés
Hogy pontosan mi volt a dolga a kémhálózatban nem világos, de a kémelhárítás állítólag már évek óta megfigyelte a hálózat tagjait, maga Chapman viszont mindössze alig fél évet töltött a hálózat tagjaként Amerikában, amiben januártól kezdett el tevékenykedni. A hálózatnak állítólagosan az volt a célja, hogy olyan személyeket szervezzenek be, akik bejáratosak az Egyesült Államok döntéshozói szervezeteibe és így rajtuk keresztül jussanak információkhoz. Későbbi hírek szerint Chapmannek az Obama-kabinet egy magas rangú tagját kellett volna elcsábítania. Csakhogy, mint később kiderült, Chapman számos hibát követett el, mivel semmilyen hírszerzői tapasztalattal nem rendelkezett, szemben a hálózat többi tagjával, akik évek, évtizedek óta az Egyesült Államokban éltek és gondos álcát építettek ki. Egy ízben egy kávézóban, egy másikban pedig egy könyvesboltban vette fel a kapcsolatot az összekötőjével számítógépen keresztül. Amúgy Chapman volt az egyik hírszerző a hálózat két tagja közül, akinek nem volt álneve. Lebukásakor, 2010. június 29-én egy magát „Roman”-nak nevező FBI-ügynök vette fel vele a kapcsolatot, aki magas rangú orosz hírszerzőként ajánlott találkozót neki. Chapman gyanakodott, de elment a találkozóra, ahol a fedett ügynök arra kérte, hogy egy útlevelet juttasson el egy fiktív harmadik félnek. Chapman végül felhívta az apját, hogy tanácsot kérjen, aki azt mondta, hogy vigye az útlevelet a rendőrségre. Chapman így is tett, de azután az FBI mindjárt őrizetbe is vette, majd ugyanígy letartóztatták a hálózat többi tíz tagját is. A hálózat tizenegyedik tagját egy ciprusi repülőtéren tartóztatták le, mikor épp Budapestre akart továbbutazni, de ő óvadékkal kijött a fogdából, majd nyoma veszett. Későbbi hírek szerint az ügynökhálózatot az orosz titkosszolgálat egy vagy két áruló tábornoka buktatta le, akik családjukkal Amerikába emigráltak.
Chapmant és a letartóztatott többi kémet két héttel a letartóztatásuk után kitiltásukkal együtt kitoloncolták az országból és 2010. július 9-én a hidegháborút idéző kémcsere keretében adták át őket az oroszoknak négy, nyugati országoknak történő kémkedéssel elítélt orosz férfiért cserébe. A két fél a bécsi reptéren találkozott, ahol az orosz és az amerikai repülőgépek között egy sötétített ablakú furgonnal fuvarozták át a lebukott kémeket. A csere után előbb az orosz, majd az amerikai repülő hagyta el az osztrák légteret.

### A lebukás után
Chapman már letartóztatása után hamar médiafigyelmet keltett megjelenésével és a viselt dolgaival, főleg a hírszerzéshez való rendkívül amatőr hozzáértésével. Ezzel kapcsolatban számos ironizáló hangvételű cikk jelent meg. Kitoloncolását követően Oroszországban több más ügynöktársával együtt kitüntették – akik közül többen magas pozíciójú állásokat kaptak orosz olajipari cégeknél –, majd modell- és politikusi karrierbe kezdett: először erotikus képsorozat jelent meg róla egy orosz férfimagazinban, aztán az orosz „Ifjú Gárda” nevű ifjúsági politikai szervezet vezetőségi tagja lett.
Ezt követően kozmetikumokat és ruhakollekciót tervezett megjelentetni, divatbemutatókon lépett fel, műsorvezető lett a tévében, tartott előadást egyetemen, és egy alapítványt is létrehozott, ami egy alkalommal támogatott egy, az öregedés lassításával foglalkozó tudományos konferenciát. Később a FundserviceBank vezetőjének tanácsadójaként is szerephez jutott, és bekerült az igazgatótanácsba.
2013 júliusában azzal keltett feltűnést, hogy házassági ajánlatot tett a hasonló sorsú, információkat szivárogtató volt CIA alkalmazottnak, Edward Snowdennek. Snowden az interneten hajlandónak mutatkozott az ajánlat elfogadására, de végül nem élt vele, mert az orosz menekültstátuszt így is megkapta.
2014-ben Törökországban saját divatkreációit mutatta be és bejelentette, hogy magazint kíván indítani.
2015-ben állítólag megszülte első gyermekét Moszkvában, de az apa személye nem lett ismert.
2017-ben férjhez ment Brooklyn Denaro-hoz.

## Fordítás
- Ez a szócikk részben vagy egészben  az   Anna Chapman című angol Wikipédia-szócikk fordításán alapul.  Az eredeti cikk szerkesztőit annak laptörténete sorolja fel. Ez a jelzés csupán a megfogalmazás eredetét és a szerzői jogokat jelzi, nem szolgál a cikkben szereplő információk forrásmegjelöléseként.

## Kapcsolódó szócikk
- Ügynök (titkosszolgálattal együttműködő személy)